# Lesno Brdo, Horjul
Lesno Brdo je naselje v Občini Horjul. Drugi del naselja spada v občino Vrhnika. Prebivalci se imenujejo Brijci in Brijke.
Večina hiš ima še vedno domača imena kot so npr:
- Pr' Johan
- Pr' Naglič
- Pr' Balkc
- Pr' Mastari
- Pr' Grjanc
- Pr' Goranc
- ...